# Сарикамиш (місто)
Сарикамиш або Саракамиш (тур. Sarıkamış), Егегник (вірм. Եղեգնիկ) — місто і район в ілі Карс Турецької Республіки.

## Географія
Сарикамиш розташований на висоті близько 2100 м над рівнем моря на безлісій міжгірській рівнині в східній Туреччині, з декількох сторін до міста підступають гори, покриті сосновим лісом. Одна з вершин — Джибільтепе висотою 2700 м виявилася досить зручною для облаштування гірськолижних спусків.

### Клімат
Клімат різко континентальний: холодна сніжна зима, спекотне літо.

## Історія

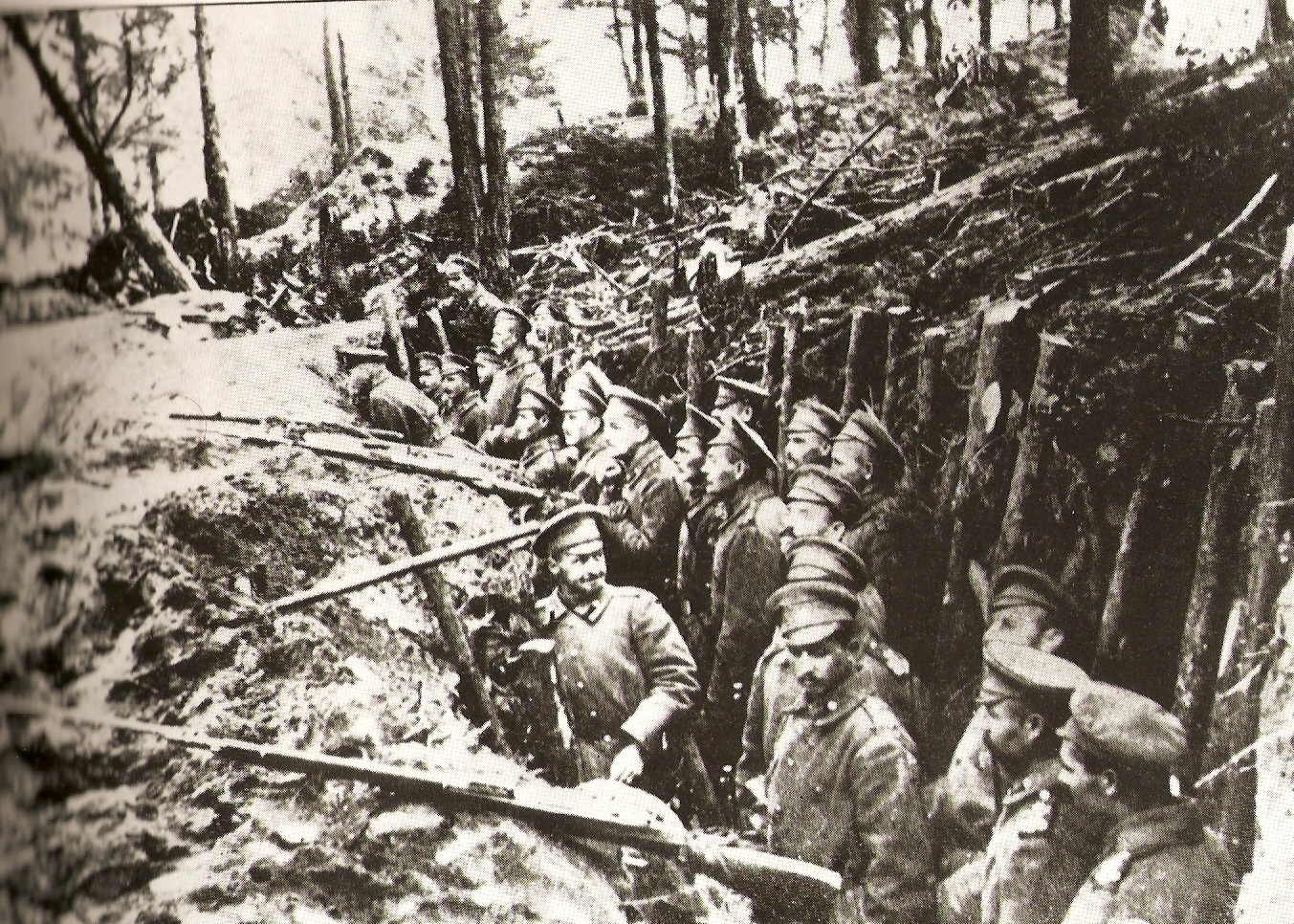
Позиція піхоти Російської армії під Сарикамишем, 1914 рік

Історично, територія, на якій розташовується Сарикамиш, входила до складу гавара Вананд області Айрарат Великої Вірменії.
У 1877 увійшов до складу Російської імперії (Соганлугська дільниця Карського округу Карської області).
Під час Першої світової війни під Сарикамишем сталося битва між арміями російської та Османської імперій, у обох сторін основні втрати склали обморожені. Сарикамишська оборонна битва закінчилася перемогою російських військ.
На початку 1915 року начальник штабу Верховного Головнокомандувача Російської імператорської армії генерал Е. Е. Янушкевич писав військовому міністру Сухомлинову з приводу підготовлюваної поїздки Миколи II на фронт: «куди поїде государ, ще не відомо. Дуже хоче ближче до шрапнелі. Ви зволили запросити (про Георгія) про поїздку під Сарикамиш [Саракамиш]…»

## Населення

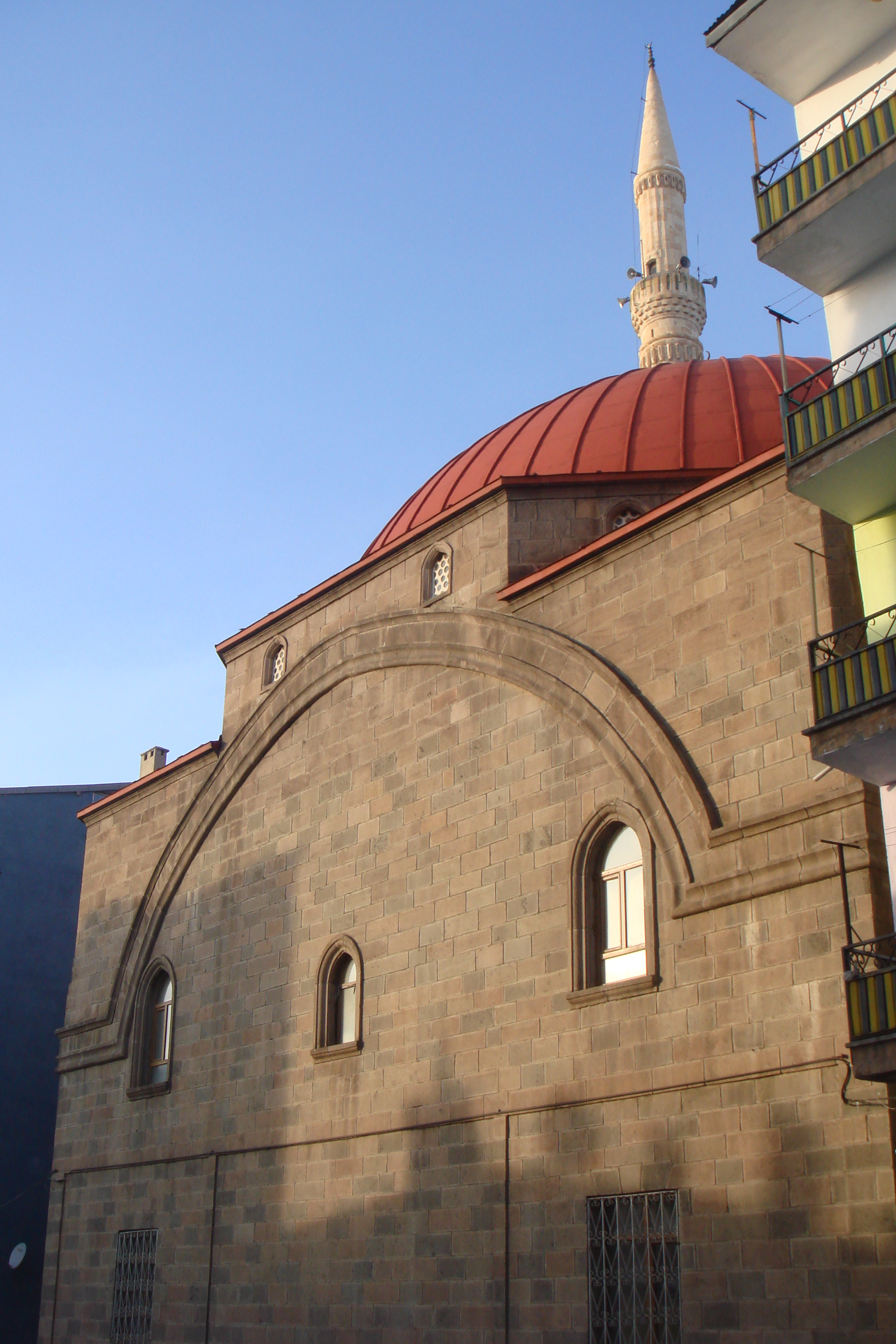
Велика мечеть

За даними «Кавказького календаря» на 1910 і 1912 рр. проживали в основному росіяни і осетини, до 1911 року населення становило 2 996 чол.
Згідно інших джерел, у складі населення в основному переважали вірмени і переселенці з Кавказу — чеченець і осетин мусульманин.
Після Першої світової війни вірмен тут практично не залишилося, а осетини переселилися у великі міста, і зараз Сарикамиш в основному населений курдами. У новому районі, побудованому на деякому віддаленні від міста для потреб туристичної індустрії, переважають сезонні працівники — турки.

## Культура
Сарикамиш досить патріархальне східне місто, лише недавно зачеплене сучасним життям. В історичному центрі розташована мечеть і пам'ятник Ататюрку. У курортному селищі є пам'ятник невідомому лижнику. Під час російського панування в місті існувала православна церква Михайла Архангела при 156-му Єлисаветпільському полку.

## Економіка

### Туризм

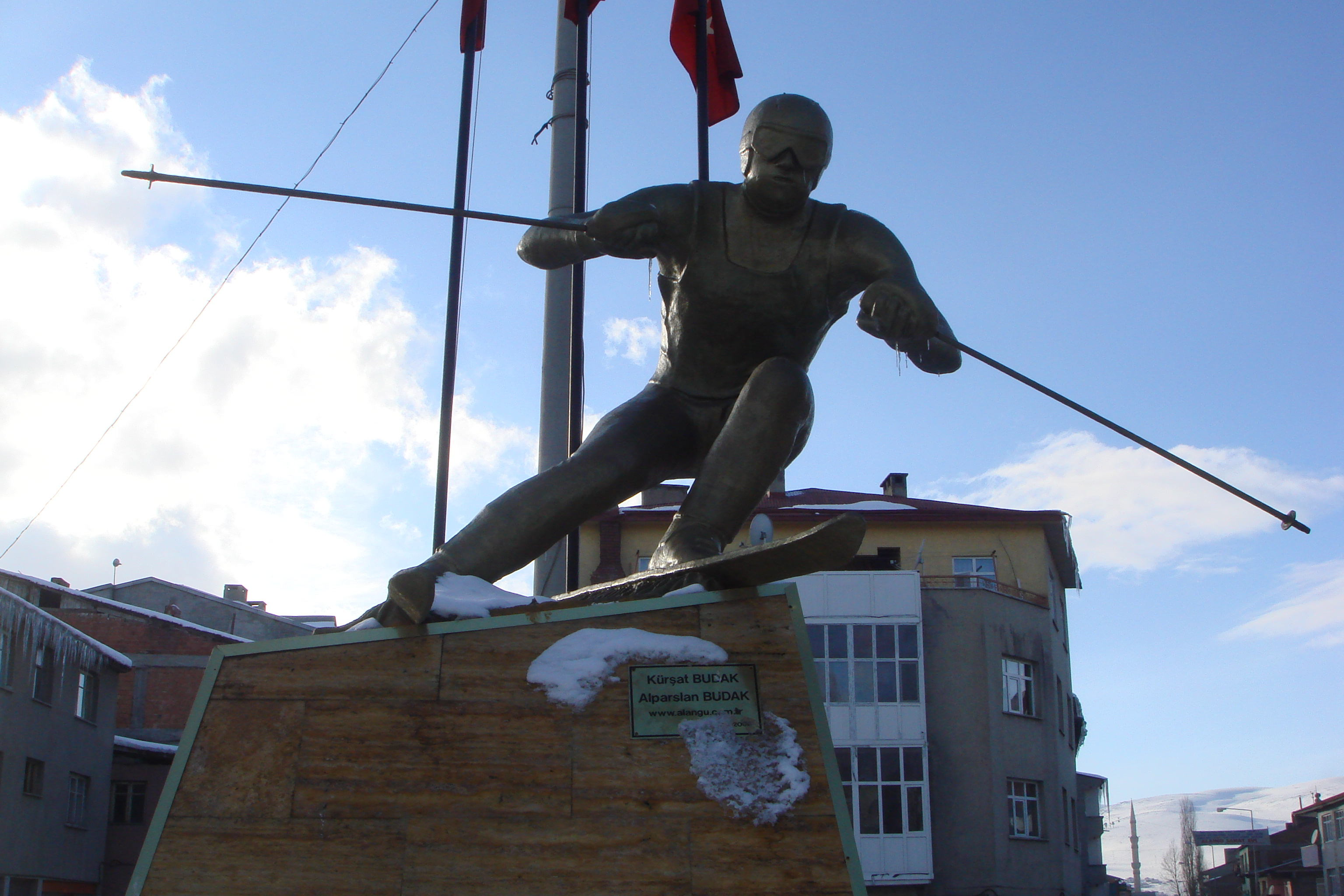
Пам'ятник лижнику при в'їзді в «цивільну» частину міста

Курортна зона, розташована в декількох кілометрах від міста біля підніжжя Джібільтепе, представлена двома готелями. Тризірковий Джамкар (Camkar) і п'ятизірковий Toprak-hotel, що належить корпорації Toprak, багатогалузевій компанії, що займає значне місце в турецькій економіці. Планується будівництво ще кількох готелів.
Сарикамиш в силу своїх природних особливостей найбільше призначений для зимового лижного відпочинку і в якості гірськолижного курорту має міжнародне значення (основний потік туристів формується в Росії, Україні і в Західній Туреччині). У літній період курорт являє собою мисливську базу загальнотурецького значення.
Оскільки Саркамиш-молодий курорт, на даний момент діють тільки 2 крісельних підйомника.
- 1-й підйомник Саричам Телесіеж — 4-крісельний, починається з висоти 2169 м, закінчується на висоті 2300 м, загальна довжина 2000 м.
- 2-й підйомник Джибільтепетелесіеж — є продовженням першого, також 4-крісельний, починається на висоті 2300 м, закінчується під вершиною Джибільтепе (на позначці 2635 м), загальна довжина 2000 м.

На курорті діють 4 гірськолижні траси всіх чотирьох рівнів складності; плануються ще 7.

## Відомі уродженці і жителі
- Йешим Устаоглу (нар. 1960) — турецька кінорежисер і сценаристка.
- Олексій Кокорекін (1906—1959) — радянський графік.
- Арменак Мнджоян (1904—1970) — вірменський радянський хімік-органік.
- Арам Мелік-Степанян (1908—1986) — радянський вчений у галузі кінотехніки.

## Примітка
1. 1 2 3  GEOnet Names Server — 2018.
2. ↑  «Армянская География VII века по Р. Х. (приписывавшаяся Моисею Хоренскому)». Пер. с др.-арм. и коммент. К. П. Патканова. — СПб., 1877.:
3. ↑  Т. Х. Акопян, Ст. Т. Мелик-Бахшян, О. Х. Барсегян. Словарь топонимов Армении и приграничных районов. Т.1, стр. 239—240. Изд-во Ереванского государственного университета. Ереван, 1986 (на арм.). Թ.Խ. Հակոբյան, Ստ.Տ. Մելիք-Բախշյան, Հ.Խ. Բարսեղյան։ Հայաստանի եւ հարակից շրջանների տեղանունների բառարան: Հատոր 1, Էջք 239—240: Երեւանի Համալսարանի Հրատարակչություն, Երեւան, 1986։
4. 1 2  Сарикамиш (місто) — стаття з Ираника. R. H. Hewsen
5. ↑  Борис Колоницкий. "Трагическая эротика". Образы императорской семьи в годы Первой мировой войны. — М. : Новое литературное обозрение, 2010. — 664 с. — ISBN 978-5-86793-757-7. Архівовано з джерела 27 вересня 2016 [Архівовано 2016-09-27 у Wayback Machine.]
6. ↑  «Кавказский календарь на 1910 год». Статистические данные. с. 361.
7. ↑  «Кавказский календарь на 1912 год». Статистические данные. с. 201.
8. ↑  Товма Мецопеци. История Тимурленга и его преемников / перевод с древнеармянского, предисловие и комментарии К. С. Тер-Давтян. — Ер. : Наири, 2005.
9. ↑  Сарыкамыш. Церковь Михаила Архангела при 156-ом пехотном Елисаветпольском полку. {{cite web}}: Недійсний |deadurl=dead (довідка)